# Policier municipal (France)
En France, les policiers municipaux sont des fonctionnaires territoriaux placés sous l'autorité du maire de leur commune et intégrés au sein des service de police municipale. Ils agissent en complémentarité avec les forces de police d'État, que sont la police nationale ou la gendarmerie nationale afin d'assurer une sécurité locale cohérente.
La mission principale de la police municipale est de garantir le bon ordre, la sûreté, la sécurité et la salubrité publiques sur le territoire communal (Article L.2212-5 du Code général des collectivités territoriales).
Le cadre réglementaire régissant leur emploi, leurs compétences et leurs responsabilités est défini notamment dans le  Livre V du C.S.I (Code de la sécurité intérieure), assurant ainsi un encadrement légal précis de leurs fonctions.

## Statut
Les polices municipales françaises ont été étatisées le 23 avril 1941 par une décision du régime de Vichy. Ce régime autoritaire, collaborant avec l’occupant nazi, a ainsi centralisé ces forces au sein de l’État. Après la Libération, les polices municipales ont été recréées et ont progressivement retrouvé une place dans le cadre institutionnel, mais ce n’est qu’en 1999 qu’un véritable statut légal moderne leur a été donné, posant les bases de leur professionnalisation.
Aujourd’hui, les policiers municipaux sont reconnus comme des agents de police judiciaire adjoints (APJA) selon l’article 21 du Code de procédure pénale. 
Cette qualification leur confère des compétences spécifiques :
- Ils doivent rendre compte immédiatement, sans préjudice de leur obligation de rendre compte au maire, à tout officier de police judiciaire (OPJ) de la police nationale ou de la gendarmerie nationale territorialement compétent, de tous crimes, délits ou contraventions dont ils ont connaissance (article 21-2 du Code de procédure pénale).
- Ils sont autonomes pour constater et traiter les faits contraventionnels relevant de leur compétence.
- Pour les faits délictuels et criminels, ils doivent transférer la responsabilité à un OPJ.

La réforme majeure de leur statut est intervenue au travers des décrets dits "Hortefeux" publiés au Journal officiel le 18 novembre 2006. Ces décrets ont institué notamment la création du grade de Directeur de Police municipale, une fonction de catégorie A dans la fonction publique territoriale, visant à professionnaliser l’encadrement et la gestion des services municipaux de police. Cette réforme fait suite aux accords de professionnalisation signé par une minorité d'organisations syndicales et le gouvernement afin d’apporter aux polices municipales un meilleur encadrement.
La police municipale constitue désormais une filière à part entière de la fonction publique territoriale, organisée en trois catégories hiérarchiques (A, B et C). Cette reconnaissance officielle est le fruit de près de soixante-cinq ans d’efforts pour structurer et valoriser les personnels.
Il est cependant important de noter que ces réformes, bien que saluées par le gouvernement comme une profonde modernisation de la filière sécurité locale, ont suscité de vives critiques de la part d’une partie des policiers municipaux. Ces oppositions ont abouti à des recours devant le Conseil d’État, notamment portés par le plus ancien syndicat des policiers municipaux, l’USPPM, qui jugeait ces textes insuffisants quant à la reconnaissance réelle et aux conditions de travail des agents.

## Grades
Avec près de 17 973 policiers municipaux, la filière compte sept grades répartis dans les trois catégories suivantes : 
1. En catégorie C, les Gardiens-brigadiers et les Brigadiers-chefs Principaux,
2. En catégorie B, les Chefs de Service, les Chefs de Service Principaux de seconde classe et les Chefs de Service Principaux de première classe,
3. En catégorie A, les Directeurs et Directeurs Principaux de Police municipale (grade unique pour l'instant - quatre barrettes blanches)

Le métier de policier municipal est accessible par voie de concours, comme la plupart des filières de la fonction publique. 

### L’accès au grade de Gardien-brigadier de Police municipale
Les candidats se présentant au concours de Gardien-brigadier de Police municipale stagiaire doivent être titulaires d’un diplôme de niveau V (CAP, BEP, etc.). Les épreuves débutent par la rédaction d’un rapport de police et d'une épreuve de français. Les candidats devront ensuite passer, les épreuves sportives et un entretien avec un jury composé de deux membres (deux fois 10 minutes "présentation et questions relatives au programme"). Un test psychologique est obligatoire pour le port d'arme.

### L’accès au grade de Chef de Service de Police municipale
Les candidats devront, pour l’accès au grade de Chef de Service de Police municipale stagiaire, être titulaires d’un diplôme de niveau IV (baccalauréat, CAPA ou DAEU). Les épreuves débutent par un test psychologique puis se poursuivent par les épreuves écrites et orales. Les épreuves écrites consistent en la rédaction d’une note de synthèse sur un dossier relatif à la fonction, d’un rapport relatif à une situation donnée, d’une épreuve de droit public, de droit pénal, procédure pénale ainsi qu’une épreuve de langue (au choix du candidat). Enfin, une épreuve sportive précède l’entretien avec un jury composé de six membres. 

### L’accès au grade de Directeur de Police municipale
Le concours de Directeur de Police municipale, quant à lui, est accessible aux candidats titulaires d’un diplôme de niveau II (licence). Après la réussite d'un test psychologique, les épreuves sont composées d’un commentaire de texte sur un sujet d’ordre général relatif aux grands problèmes politiques depuis 1945, de la rédaction, à partir d’un dossier à caractère professionnel, d’une note permettant de vérifier les capacités d’analyse et de synthèse, d’un questionnaire à réponses courtes ou plus développées portant sur le droit public, d’une interrogation portant sur le droit pénal général et la procédure pénale, d’un entretien avec le jury composé de six membres, d’une épreuve de langue vivante (toujours au choix du candidat) et d’une épreuve physique. Les directeurs de police municipale ne peuvent être nommés que dans les communes comportant plus de 20 agents relevant de la filière police municipale.

## La liste d'aptitude
La spécificité de la Fonction publique territoriale réside dans le fait que la réussite à l’un de ces concours ne vaut pas recrutement mais inscription sur une liste d’aptitude qui est valable deux ans renouvelable 1 fois (4 ans au total). Le lauréat devra donc trouver une Collectivité territoriale (commune, groupement de communes ou EPCI).

## La titularisation
Le policier municipal stagiaire obtient sa titularisation après une période probatoire d’une durée de douze mois. Durant cette période, l’agent suit une formation initiale d’application (FIA) adaptée à son grade :
- Pour les Gardiens-brigadiers, la durée de la formation est de six mois.
- Pour les Chefs de Service et les Directeurs, la formation initiale dure neuf mois, mais elle peut être réduite à six mois pour les candidats appartenant déjà au cadre d’emploi des agents de police municipale.

Avant l’entrée en vigueur des décrets dits « Hortefeux », cette période probatoire était plus longue, notamment pour les Chefs de Service des deux premières promotions, qui suivaient une formation de quinze mois.
Cette phase de titularisation marque la fin du statut de stagiaire et la pleine intégration dans la fonction publique territoriale en qualité d’agent titulaire, avec toutes les responsabilités et garanties liées au statut.

## L'agrément et l'assermentation
Pour que la nomination d’un policier municipal soit pleinement effective, il doit recevoir l’agrément du procureur de la République ainsi que celui du préfet du département où il exercera. Ensuite, l’agent doit prêter serment devant le tribunal d’instance compétent de son lieu d’exercice, formalité qui officialise son entrée en fonction et l’engage à respecter les devoirs liés à sa qualité d’agent de police municipale.

## L'armement
Les policiers municipaux peuvent être armés de revolvers ou de pistolets, de lanceurs de balles de défense et de tasers. Ils doivent suivre une formation théorique et deux séances d'entrainement annuelles. En 2020 et 2021, le nombre de séances d'entrainement est réduit à une par an.